# Swing (label)
Pour les articles homonymes, voir Swing.

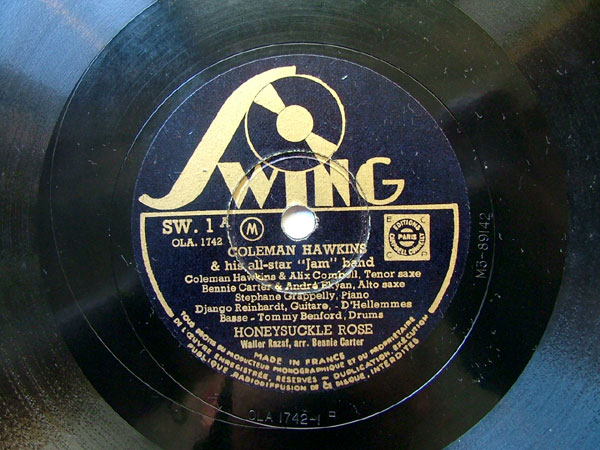
Exemple de 78 tours du label « Swing » avec le logo créé par Charles Delaunay.
Ici, Honeysuckle Rose par Django Reinhardt - Coleman hawkins - Benny Carter - Paris 1937.

Disques Swing est un label français de disques créé en 1937 à l'initiative de  Charles Delaunay, qui en avait dessiné le logo. Cette marque a été distribuée par Pathé-Marconi jusqu'en 1950. En 1951, Delaunay reprend  le label qu'il confie alors à Vogue.

## Historique
Le premier disque de ce label a été réalisé à Paris sous la direction de Coleman Hawkins avec Django Reinhardt, Benny Carter, André Ekyan, Stéphane Grappelli, Eugène d'Hellemmes, Tommy Benford, il est paru le 27 avril 1937.
Charles Delaunay  et Hugues Panassié étaient les directeurs artistiques de la marque.
Pendant l'occupation, Swing a publié beaucoup de disques de musiciens français jouant des standards américains rebaptisés en français pour éviter la censure. Alix Combelle a ainsi intitulé  Reflets le morceau original Sweet Sue.
Après la guerre, la marque peut de nouveau publier des artistes américains. À partir de 1951, Charles Delaunay ayant rompu avec Hugues Panassié, il confie la marque aux disques Vogue dont il est l'un des fondateurs avec Léon Cabat.
En 1982, un producteur américain acquiert les droits d'utilisation de la marque  dont le catalogue passera en 1992 sous le contrôle de BMG, puis de Sony-BMG lesquels se contenteront de rééditer les titres déjà enregistrés.